# Dalane–Suldallinjen
Dalane-Suldallinjen er en 1,1 km lang jernbane i Kristiansand i Norge. Den enkeltsporede bane er anlagt for, at tog på Sørlandsbanen kan køre udenom Kristiansand Station, der er en sækbanegård. Banen blev åbnet for midlertidig trafik fra Kristiansand til Audnedal i 1943. Fra 15. maj 1943 blev der kørt "Urlauber-tog" (omtalt som "anleggstog") for den tyske værnemagt, og fra november 1943 blev banen åbnet for persontog og rejsegods. 17. december 1943 kom der midlertidig trafik til Sira. 1. marts 1944 indførtes der almindelig trafik på banen. I dag benyttes banen af godstog.